# Hesperoyucca
Hesperoyucca (Engelm.) Trel. – rodzaj roślin z rodziny szparagowatych. Obejmuje dwa gatunki występujące w północno-zachodnim Meksyku, Kalifornii i Arizonie.
Nazwa naukowa rodzaju została złożona z greckiego słowa εσπέρα (espera – wieczór, zachód) i nazwy rodzaju jukka (Yucca), z uwagi na podobieństwo tych roślin. W języku angielskim, ze względu na budowę kwiatostanu, rośliny te nazywa się zwyczajowo Our Lord’s candle, co znaczy „świeca naszego Pana”.

## Morfologia

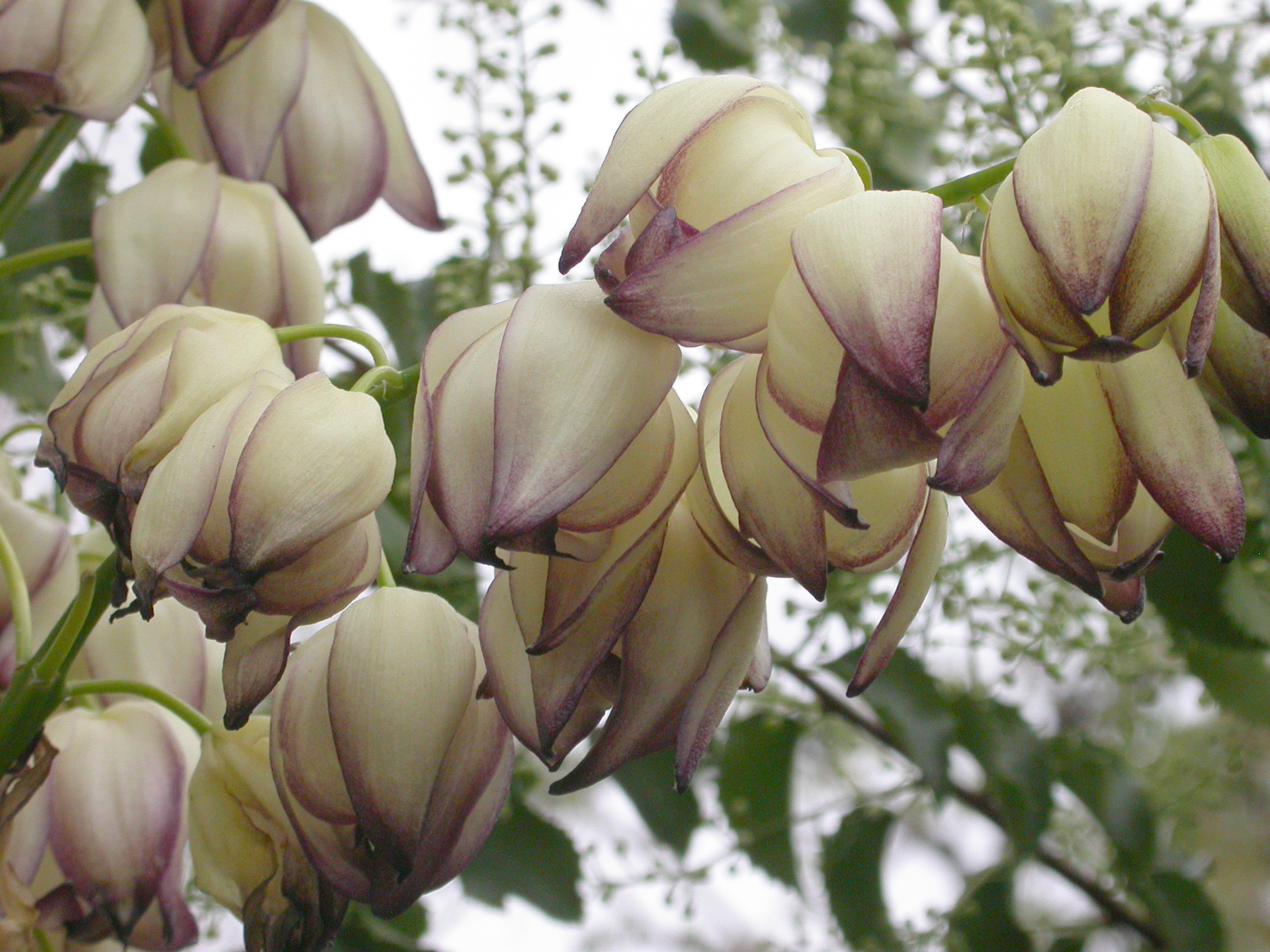
Kwiaty Hesperoyucca whipplei

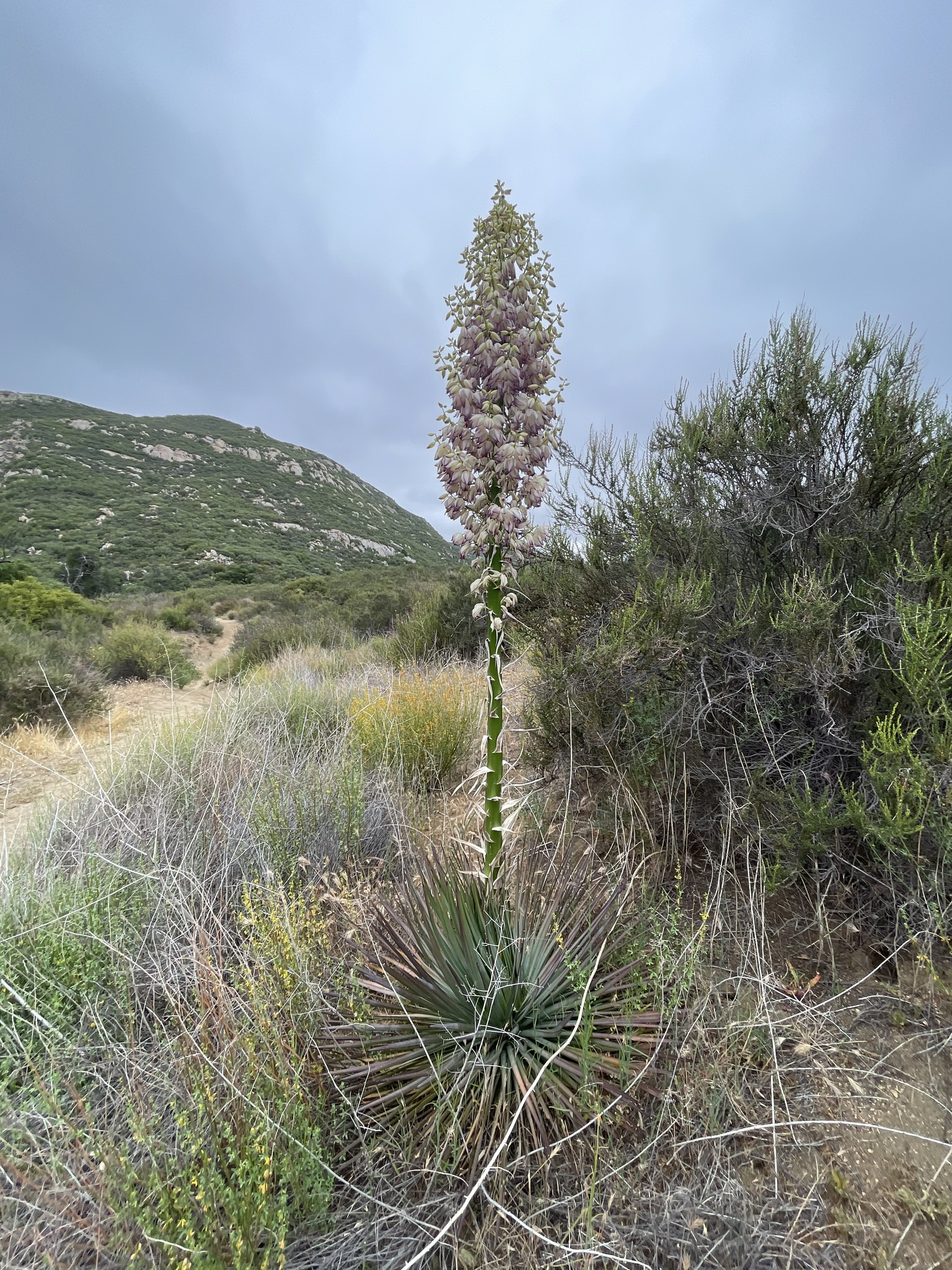
Hesperoyucca whipplei

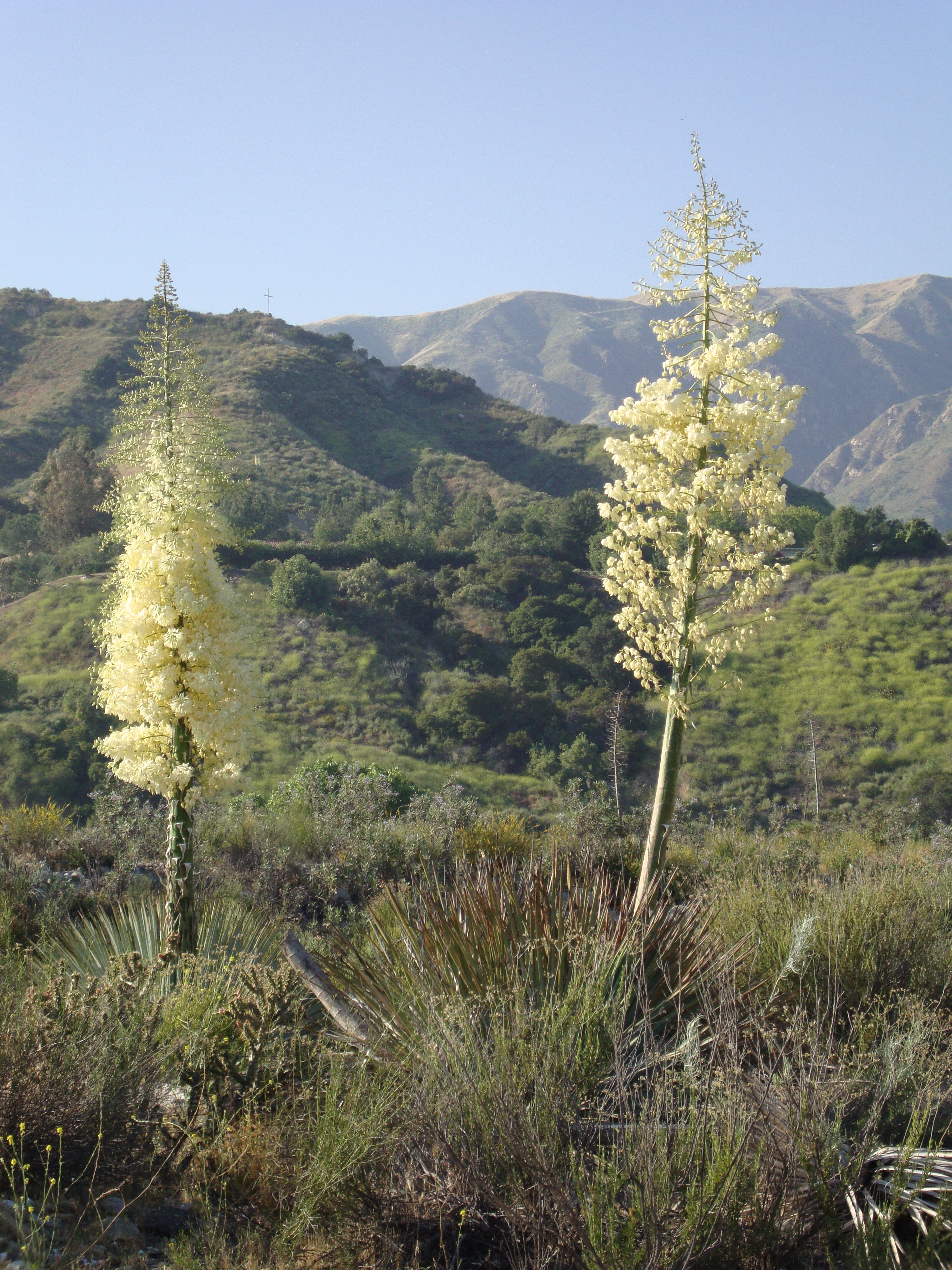
Hesperoyucca whipplei

PokrójWieloletnie rośliny zielne, bezłodygowe, pojedyncze i monokarpiczne (H. newberryi) lub tworzące kępy i polikarpiczne (H. whipplei).
PędKłącze.
LiścieLiście odziomkowe zebrane w rozetę. Blaszki liściowe równowąskie, rzadko wąsko lancetowate, najszersze u nasady, zwężające się ku wierzchołkowi, modre lub szarozielone, młode nieco giętkie, starsze sztywne, wypukło-wklęsłe lub ostro trójkątne na przekroju, długości 25–115 cm i szerokości 0,5–4 cm, brzegi bladożółte, przeważnie drobno piłkowane, rogowate, wierzchołek wyraźnie kolczasty.
KwiatyBardzo wonne, zebrane w wiechowaty, cylindryczny do smukło elipsoidalnego kwiatostan o długości od 1,4 do 8 metrów, wyrastający na głąbiku o średnicy ponad 2,5 cm i długości do 4,5 metra. Oś kwiatostanu oraz odgałęzienia boczne czerwonawofioletowe. Podsadki odgięte, trójkątne, gwałtownie zwężające się do równowąskiego, ostro zakończonego wierzchołka. Okwiat zwisły, dzwonkowaty lub kulistawy. Listki okwiatu białe lub kremowobiałe do zielonkawych, często wierzchołkowo zabarwione purpurowo, szeroko lancetowate, o długości 3–6,5 cm i szerokości 0,8–2,5 cm. Nitki pręcików o długości ok 1,3 cm, brodawkowate, proste, równowąskie, wierzchołkowo kanciaste i maczugowate, osadzone w dolnej części listków okwiatu. Pylniki nerkowate. Zalążnia górna, o wymiarach 8–12 × 6–10 mm. Szyjka słupka biała, zakończona główkowatym, zielonym znamieniem z otoczkiem półprzezroczystych brodawek.
OwoceOdwrotnie jajowate torebki, o wymiarach 3–5 × 1,5–4 cm, pękające komorowo, zawierające liczne, matowoczarne, cienkie, spłaszczone nasiona.
Rośliny podobneGatunki należące do rodzaju jukka, od których różni się torebkami pękającymi komorowo (u jukki torebki są niepękające lub pękające przegrodowo), główkowatym znamieniem (u jukki znamię jest sześciowrębne), osadzeniem pręcików w dolnej części listków okwiatu (u jukki nitki pręcików nie przylegają do okwiatu) oraz dużo większym rozmiarem kwiatostanów.

## Biologia
RozwójRośliny te zazwyczaj kwitną od kwietnia do czerwca. Na niskich wysokościach sezon kwitnienia jest zazwyczaj wcześniejszy niż na dużych wysokościach. W Kalifornii daty kwitnienia zmieniają się od końca lutego w skrajnie południowej części stanu do końca lipca w miejscach położonych na dużych wysokościach. Najpierw otwierają się kwiaty na dole kwiatostanu, a kwitnienie postępuje ku górze. Pojedyncze kwiaty są otwarte od 3 do 6 dni, a okres kwitnienia rośliny wynosi od 14 do 75 dni. Rozwój kwiatostanów jest szybszy w przypadku późniejszych terminów kwitnienia. Owoce zwykle pękają w połowie sierpnia, a nasiona są roznoszone podczas porywistych wiatrów. Torebki nasienne pozostają przymocowane do łodygi, a bierne rozproszenie nasion może następować przez rok lub dłużej. Jedynym zapylaczem tych roślin jest ćma Tegeticula maculata z rodziny Prodoxidae. Po zebraniu pyłku z kwiatów ćmy składają jaja w zalążniach, a następnie pakują zebrany pyłek do otworów w znamieniu słupka, zapylając w ten sposób kwiat i zapewniając produkcję nasion. Larwy żywią się częścią rozwijających się nasion, a gdy dojrzeją, uwalniają się z owoców.
SiedliskoHesperoyucca whipplei występuje w otwartych, nisko położonych, przybrzeżnych zaroślach szałwiowo-bylicowych i w chaparralu, na południowych zboczach z suchymi, skalistymi glebami. Znacznie rzadziej rośliny te występują w śródpustynnych murawach, w zaroślach Larrea tridentata i innych zaroślach pustynnych oraz na pustyni i w lasach. W mezośródziemnomorskim pasie bioklimatycznym, w półpustynnych regionach południowej Kalifornii, gatunek ten często występuje z Adenostoma fasciculatum.
H. newberryi występuje na łupkach wzdłuż rzeki Kolorado, w zbiorowiskach z Acacia greggii i jadłoszynem.
Interakcje z innymi gatunkamiHesperoyucca jest rośliną żywicielską larw ćmy Tegeticula maculata. Jej gąsienice żywią się nasionami. Samice chrząszczy z rodziny łyszczynkowatych składają jaja w pąkach kwiatowych Hesperoyucca, a larwy żywią się pyłkiem i zalążniami, co powoduje obumieranie kwiatów. Na kwiatostanach żerują również mulaki.
GenetykaLiczba chromosomów 2n = 60.

## Systematyka
Pozycja systematycznaRodzaj z podrodziny agawowe Agavoideae z rodziny szparagowatych Asparagaceae. Z wyłączeniem Trelease'a (1902) wszyscy autorzy włączali Hesperoyucca do rodzaju jukka (Yucca) w randze sekcji lub podrodzaju, jednak przeprowadzone w 1995 roku badania molekularne i filogenetyczne wykazały, że rodzaj ten powinien być wyodrębniony, stanowiąc klad siostrzany dla rodzaju Hesperaloe, z którym tworzą dla rodzaju jukka grupę siostrzaną.
Wykaz gatunków
- Hesperoyucca newberryi (McKelvey) Clary
- Hesperoyucca whipplei (Torr.) Trel.

## Zastosowanie
Rośliny spożywczeSkrócone łodygi oraz głąbiki Hesperoyucca whipplei po upieczeniu nad ogniem lub w piecach ziemnych były spożywane przez rdzennych mieszkańców Kalifornii.
Rośliny ozdobneZe względu na spektakularne kwiatostany Hesperoyucca whipplei jest uprawiana jako roślina ogrodowa.